# Карне (бенд)
Карне је босанскохерцеговачка поп-рок група, основана 2010. године у Сарајеву.

## Историја
Карне је музичка група коју су основали глумци и режисер серије луд, збуњен, нормалан, Мирај Грбић, Горан Навојец и Феђа Исовић. Група је до сада издала један албум са 13 пјесама.

## Чланови бенда
- Мирај Грбић - вокал
- Недим Бабовић - гитара
- Ервин Бушевац - гитара
- Ален Пилав - клавијатура
- Феђа Исовић - бас-гитара, вокал
- Нихад Вранић - бас-гитара
- Мерсудин Љуца - бубњеви
- Горан Навојец - саксофон, вокал

## Дискографија

### Студијски албуми
- Диктатура аматера - 2012